# Solsbury Hill
Pour la colline, voir Solsbury Hill (colline).
Singles de Peter Gabriel
Modern Love
(1977)
Solsbury Hill est une chanson folk rock écrite par le musicien britannique Peter Gabriel, parue en 1977 sur son premier album solo homonyme.

## Historique
Elle raconte une expérience spirituelle au sommet de la colline de Solsbury Hill dans le Somerset, en Angleterre. Peter Gabriel écrit cette chanson peu après avoir quitté le groupe de rock progressif Genesis (dont il a été le chanteur et un membre fondateur), pour expliquer les raisons de son départ. Cette chanson atteint le no 13 du Top 40 au Royaume-Uni, le no 16 en Allemagne et le no 68 du Billboard Hot 100 aux États-Unis. La mesure à 7/4 majoritairement employée dans la chanson est particulièrement rare : seules les dernières mesures de chaque refrain sont en 4/4.
Solsbury Hill est utilisée dans plusieurs films, dont Vanilla Sky en 2001, en 2004 pour le film En bonne compagnie ou encore dans la scène finale de la série Halt and Catch Fire.

## Reprises
En 2003, le duo pop britannique Erasure enregistre une reprise de Solsbury Hill qui se classe n°10 des ventes dans le Top 40 britannique et au no 29 en Allemagne [réf. nécessaire]. Dans cette reprise, la mesure à 7/4 est abandonnée au profit d'un habituel 4/4 pour l'intégralité de la chanson. Outre le fait que Vince Clarke (le musicien d'Erasure) soit un admirateur de Peter Gabriel, les paroles autobiographiques de Solsbury Hill sont applicables à son propre départ, en 1981, du groupe Dépêche Mode dont il fut membre fondateur et principal compositeur à ses débuts[réf. nécessaire]. Au Royaume-Uni et en Allemagne, le single se présente sous la forme de deux CD dont le premier comporte la version courte de Solsbury Hill ainsi que deux faces B inédites, Tell it to Me et Searching. Quant au second CD, il comporte deux versions remixées de Solsbury Hill ainsi qu'une troisième face B inédite : une reprise de l'Ave Maria de Gounod. La version courte de Solsbury Hill figure sur l'album Other People's Songs (2003) et est incluse quelques années plus tard sur une compilation d'Erasure, Total Pop! The First 40 Hits (2009).
Le groupe canadien Saga reprend régulièrement Solsbury Hill dans ses concerts. La chanson figure aussi sur sa compilation The Works (1991).
La chorale belge Scala and Kolacny Brothers a repris Solsbury Hill[réf. nécessaire]
Ray Wilson, qui avait remplacé Phil Collins comme chanteur de Genesis entre 1998 et 1999, reprend la chanson sur ses albums Genesis Klassik (2009), Stiltskin Vs.Genesis (2011), Genesis Classic (Live In Poznan) (2011),  et ZDF@BAUHAUS (2018).
Le tribute band allemand Still Collins, formé en 1995, incorpore la chanson dans son répertoire de concert bien que ce dernier soit essentiellement composé de chansons de Genesis et de Phil Collins,. Elle figure également sur son album Ballads And Love Songs Live (2006).

## Musiciens
- Peter Gabriel : chant, claviers, flûte
- Steve Hunter : guitare
- Robert Fripp : guitare
- Tony Levin : basse
- Larry Fast : synthétiseurs
- Allan Schwartzberg : batterie
- Orchestre symphonique de Londres dirigé par Michael Gibbs

## Classement hebdomadaire
| Classement (1977)                      | Meilleure position |
| -------------------------------------- | ------------------ |
| Allemagne (Media Control AG)           | 16                 |
| Belgique (Flandre Ultratop 50 Singles) | 17                 |
| États-Unis (Billboard Hot 100)         | 68                 |
| France (IFOP)                          | 58                 |
| Pays-Bas (Single Top 100)              | 14                 |
| Royaume-Uni (UK Singles Chart)         | 13                 |